# Métèque (album de Renaud)
Pour les articles homonymes, voir Métèque et Le Métèque.
Albums de Renaud
Les Mômes et les Enfants d'abord !
(2019) Dans mes cordes
(2023)
Singles
1. Si tu me payes un verre
Sortie : 31 mars 2022
2. Métèque
Sortie : 15 juin 2022

Métèque est le 18e album studio du chanteur Renaud sorti le 6 mai 2022. Il s'agit d'un album de reprises de chansons françaises appréciées par Renaud. Son titre vient de la chanson Le Métèque de Georges Moustaki.
C'est le cinquième album où Renaud reprend des chansons d'autres artistes, après Le P'tit Bal du samedi soir et autres chansons réalistes, Renaud cante el' Nord, Renaud chante Brassens et Molly Malone – Balade irlandaise.

## Genèse de l'album
En juillet 2020, la presse annonce que Renaud prépare un nouvel album. Le 8 juillet 2020, il met en ligne le titre Corona Song, qui se veut un hommage aux victimes de la pandémie de Covid-19 et aux soignants. Il s'y attaque à la Chine — qui « nous a envoyé ce virus » —, à Donald Trump — dont il évoque « [l]a connerie » —, aux gouvernants politiques — qui l'ont « bloqué chez lui deux mois sans possibilité d'aller au café voir ses potes » — et apporte son soutien au Pr Didier Raoult. L'accueil critique des médias et du public est mauvais, notamment en raison de son interprétation, des paroles de la chanson et de l’apparence diminuée du chanteur,,.
En septembre 2021, Renaud annonce la préparation d'un album de reprises de classiques de la chanson française, prévu dans un premier temps pour février 2022. Pour la même occasion, il annonce avoir définitivement tiré un trait sur les tournées, se déclarant à la « retraite ». Métèque est finalement publié le 6 mai 2022, mois du 70e anniversaire du chanteur.
L'artiste a pioché dans plusieurs titres qui ont marqué sa vie, comme Le métèque de Georges Moustaki qu'il chantait à Quiberon en 1969 ou Je suis mort qui dit mieux de Jacques Higelin, alors qu'il était dans une chambre de bonne à Avignon, en 1972. Le disque est réalisé par le guitariste Thierry Geoffroy, qui avait déjà été au commande de l'album  Les Mômes et les Enfants d'abord !, sorti en 2019. Enregistré fin 2021, le disque a été retardé en raison des délais de fabrication des CD et vinyls.

## Réception et réédition
La sortie de l'album a été accompagnée d'une soirée spéciale sur France 2, Joyeux anniversaire Renaud où il reprend ses titres sur la scène du Dôme de Paris en compagnie d'Axelle Red, Tryo, Jean-Louis Aubert, Claire Keim, Renan Luce, Zaz, Bénabar, Vincent Delerm, Dave, Raphaël, Élodie Frégé, Calogero, Patrick Bruel, Noé Preszow, Benoît Dorémus et Gauvain Sers,. L'acteur Jean-Paul Rouve s'occupe de l'animation.
Le disque atteint la première place des charts français et reste deux semaines en numéro 1 de l'Ultratop 200 Albums belge.
Le disque bénéficie d'une nouvelle édition le 2 décembre 2022, avec quatre titres supplémentaires : trois reprises (Suzanne, La vie s'écoule, la vie s'enfuit, Ma fille) et un titre inédit (J'veux une Harley).

## Liste des titres
| 1.    | Le Métèque                                               | Georges Moustaki                              | Georges Moustaki  | Georges Moustaki                                          | 3:19 |
| 2.    | L'Amitié                                                 | Jean-Max Rivière                              | Gérard Bourgeois  | Françoise Hardy                                           | 2:33 |
| 3.    | Ça va ça vient                                           | Boby Lapointe                                 | Boby Lapointe     | Boby Lapointe                                             | 2:07 |
| 4.    | Le Temps des cerises                                     | Jean Baptiste Clément                         | Antoine Renard    |                                                           | 2:55 |
| 5.    | Nuit et brouillard                                       | Jean Ferrat                                   | Jean Ferrat       | Jean Ferrat                                               | 3:12 |
| 6.    | Si tu me payes un verre                                  | Bernard Dimey                                 | Cris Carol        | Serge Reggiani                                            | 2:44 |
| 7.    | La Tendresse                                             | Noël Roux                                     | Hubert Giraud     | Bourvil                                                   | 3:05 |
| 8.    | Hollywood                                                | David McNeil                                  | David McNeil      | David McNeil                                              | 4:04 |
| 9.    | Bonhomme                                                 | Georges Brassens                              | Georges Brassens  | Georges Brassens                                          | 3:01 |
| 10.   | La Folle Complainte                                      | Charles Trenet                                | Charles Trenet    | Charles Trenet                                            | 2:21 |
| 11.   | Le Jour où le bateau viendra                             | Bob Dylan (adaptation Hugues Auffray)         | Bob Dylan         | Hugues Auffray                                            | 3:44 |
| 12.   | La Complainte de Mandrin                                 | Traditionnel                                  | Traditionnel      | Yves Montand                                              | 3:42 |
| 13.   | Je suis Mort, qui dit mieux                              | Jacques Higelin                               | Jacques Higelin   | Jacques Higelin                                           | 5:28 |
| 14.   | Suzanne (titre de la réédition)                          | Leonard Cohen, adaptation de Graeme Allwright | Leonard Cohen     | Leonard Cohen                                             | 3:39 |
| 15.   | La vie s'écoule, la vie s'enfuit (titre de la réédition) | Raoul Vaneigem                                | Francis Lemonnier | Jacques Marchais, collectif Pour en finir avec le travail | 2:35 |
| 16.   | Ma fille (titre de la réédition)                         | Raymond Bernard                               | Eddy Marnay       | Serge Reggiani                                            | 3:03 |
| 17.   | J'veux une Harley (inédit, titre de la réédition)        | Marc Cuadrado, Renaud                         | Thierry Geoffroy  |                                                           | 3:24 |
| 55:05 |                                                          |                                               |                   |                                                           |      |

## Classements et certifications
| Pays                | Meilleure position | Certification |
| ------------------- | ------------------ | ------------- |
| France              | 1                  | Or            |
| Belgique (Wallonie) | 1                  |               |
| Suisse              | 5                  |               |